# Jony Ramos
João Carlos Sacramento Ramos, meglio noto come Jony Ramos (Lisbona, 14 agosto 1986), è un ex calciatore saotomense con cittadinanza portoghese, di ruolo attaccante.

## Palmarès

### Club

#### Competizioni nazionali
- Championnat National 3: 1

Paris 13 Atletico: 2018-2019